# Indopiptadenia oudhensis
Genre
Espèce
Synonymes
- Adenanthera oudhensis sensu Kanjilal[2]
- Piptadenia oudhensis Brandis[2] [3]

Indopiptadenia oudhensis est une espèce de plantes à fleurs dicotylédones de la famille des Fabaceae, sous-famille des Mimosoideae, originaire d'Asie. C'est l'unique espèce du genre Indopiptadenia (genre monotypique).